# 青花瓷 (歌曲)
青花瓷是方文山作词、鍾興民編曲、周杰伦作曲演唱的中国风歌曲。歌曲旋律采用“宫调式”的主旋律。2008年，周杰伦参加央视春晚演唱青花瓷。
原本方文山要将歌曲取名为“青铜器”，因青铜器不够浪漫改用宋朝的“汝窑”为歌名，但“汝”字的发音会有不雅联想，因青花瓷浪漫优雅，最终方文山决定使用青花瓷作为歌曲名。青花瓷一开始被周杰伦误听成青蛙池。
歌曲获得2008年金曲奖最佳年度歌曲、年度最佳作词奖和年度最佳作曲奖，而周杰伦也获得最佳作曲人、最佳专辑制作人等奖项，由于周杰伦缺席，由方文山代为领奖。

## 反响
武汉一所高中将青花瓷歌词作为语文考试默写题目，2008年6月13日山东高考考题中，青花瓷出现在基本能力测试考题上。
青花瓷为了营造朦胧的意境省略了带有语法标志性的词语。2009年元旦成都举行的北大招生考题中，考题要求学生指出“素胚勾勒出青花笔锋浓转淡，瓶身描绘的牡丹一如你初妆。”有什么语法错误。马未都表示“在瓶底书汉隶仿前朝的飘逸”中的“汉隶”应改成“小篆”，因为清代乾隆以后青花瓶底上只写小篆不写隶书，还有“临摹宋体落款时却惦记着你”中的“宋”应改成“楷（楷書）”，因为中国陶瓷史上，宋体落款仅见康雍乾三朝珐琅彩瓷器，青花上没有写过宋体字。
青花瓷有非官方改编版本化学版，由乐山一中老师邱伟改编，周杰伦称：“这个化学老师很厉害！”并邀请与其同台演唱化学版的青花瓷。此外青花瓷还有致敬乔布斯版。
此外歌曲引发一定的青花瓷收藏热，2008年成都、重庆两地的青花瓷收藏爱好者从2007年的几百人陡增到上万人。
厦门六中初中部室内合唱团无人声伴奏改编了《稻香》和《青花瓷》两首歌曲，其中周杰伦本人曾与合唱团合唱《稻香》一曲。
中国东方航空及部分旗下航司在近年来也选用这首歌的伴奏作为登机音乐的其中之一。